# Justin I.
Justin I. (lat. Flavius Iustinus Augustus, grč. Ἰουστίνος) (Bederiana, Macedonia Salurtaris, 2. veljače 450. – ?, 1. kolovoza 527.), bizantski car od 518. do 527. godine. Bio je ujak i prethodnik velikog bizantskog cara Justinijana I.

## Životopis
Justin je bio nepismeni seljak, ilirskog podrijetla, rodom iz Tauresiuma, koji je u mladosti napustio rodno mjesto i krenuo u Carigrad ostvariti karijeru i bolji život. U Carigradu je primljen u vojnu službu, a car Zenon ga je uvrstio u svoju osobnu tjelesnu stražu. Brzo je napredovao i za Anastazijeve vladavine postao zapovjednikom. Nakon smrti cara Anastazija I., 518. godine, došao je dvorskom spletkom se na vlast. Justin je dobio novac od eunuha Amantija da potplati vojsku kako bi na tron doveo njegova ljubimca Teokrita. Međutim, Justin je novac iskoristio da se sam domogne carskog prijestolja.
Odmah po stupanju na vlast u Carigrad dovodi svog nećaka Justinijana, koji ubrzo postaje pravi vladar carstva. Godine 523. potpisao je edikt protiv arijanaca, a progonio je i monofizite. Progon arijanaca uvrijedio je ostrogotskog kralja Teodorika Velikog (488. – 526.) koji je prisilio papu Ivana I. da ode u Carigrad i ishodi ukidanje edikta protiv arijanaca. Justin je popustio, ali nedovoljno da bi Teodorik bio zadovoljan.